# Franklinia amerykańska
Franklinia amerykańska (Franklinia alatamaha Marshall) – gatunek z rodziny herbatowatych (Theaceae). Jedyny przedstawiciel rodzaju Franklinia W. Bartram ex H. Marshall, 1785.
Gatunek odkryty został w 1765 przez amerykańskich botaników – Johna i Williama Bartramów. Jedyne miejsce, gdzie niewielka liczba krzewów tej rośliny rosła w naturze, znajdowało się nad Altamaha River w pobliżu Fortu Barrington w stanie Georgia. Odkrywcy pozyskali nasiona i sadzonki tego „osobliwego krzewu” i uprawiali go w ogrodzie w Filadelfii, gdzie mieszkali. Część nasion wysłali także do Londynu do Johna Fothergilla. Roślina została opisana jako zupełnie nowy gatunek i rodzaj w 1787. Niedługo później widziana była na pierwotnym stanowisku po raz ostatni – w 1803 roku. Jedyna znana w naturze populacja zniszczona została według niektórych źródeł z powodu rozrastania się plantacji bawełny, powodzi i pożarów, według innych z powodu nadmiernego pozyskania roślin ze względu na zapotrzebowanie z ogrodów europejskich. Gatunek uznany został za wymarły w stanie dzikim. W uprawie pozostają rośliny znajdujące się i rozpowszechniane, głównie w amerykańskich, ale też europejskich i nowozelandzkich arboretach i ogrodach botanicznych w strefie ciepłego klimatu umiarkowanego. Na przełomie XX i XXI wieku w uprawie znajdowało się ok. 2 tys. roślin tego gatunku. W Polsce obecne są między innymi w arboretum w Glinnej oraz w Arboretum Leśnym im. prof. Stefana Białoboka w Stradomi Dolnej.
Nazwa rodzajowa nadana została dla upamiętnienia Benjamina Franklina, który był przyjacielem odkrywców.

## Morfologia

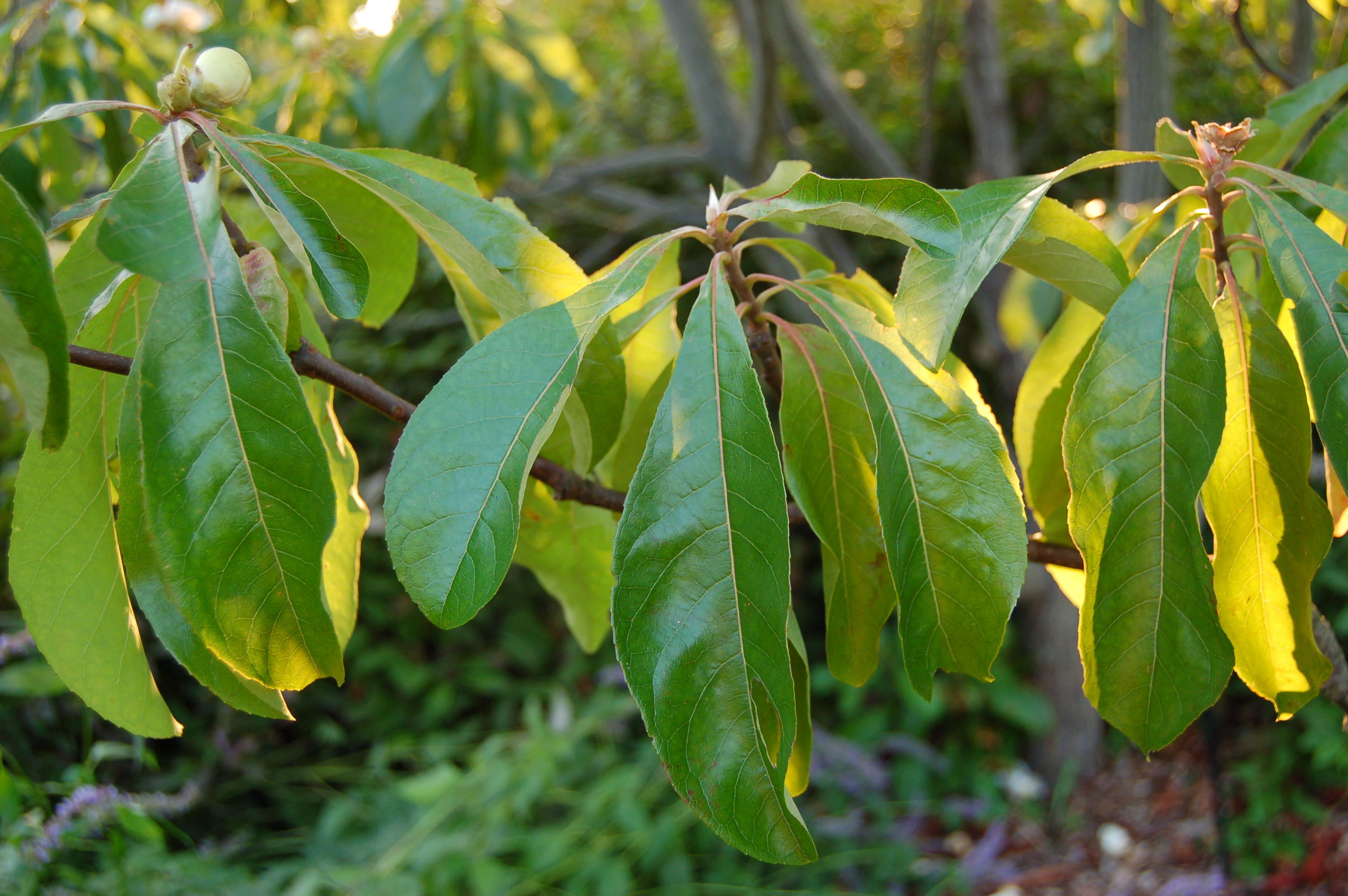
Liście latem
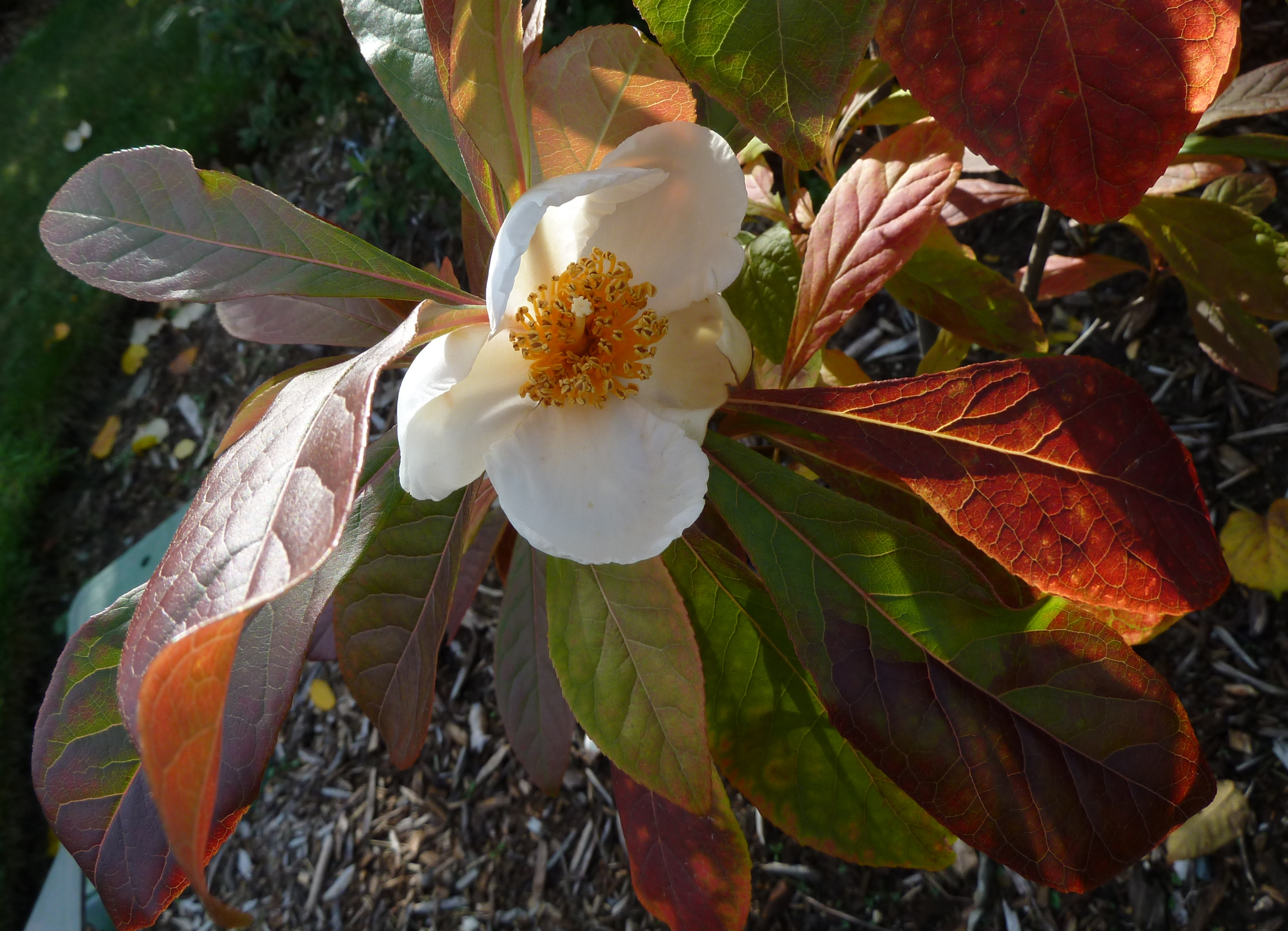
Kwiat
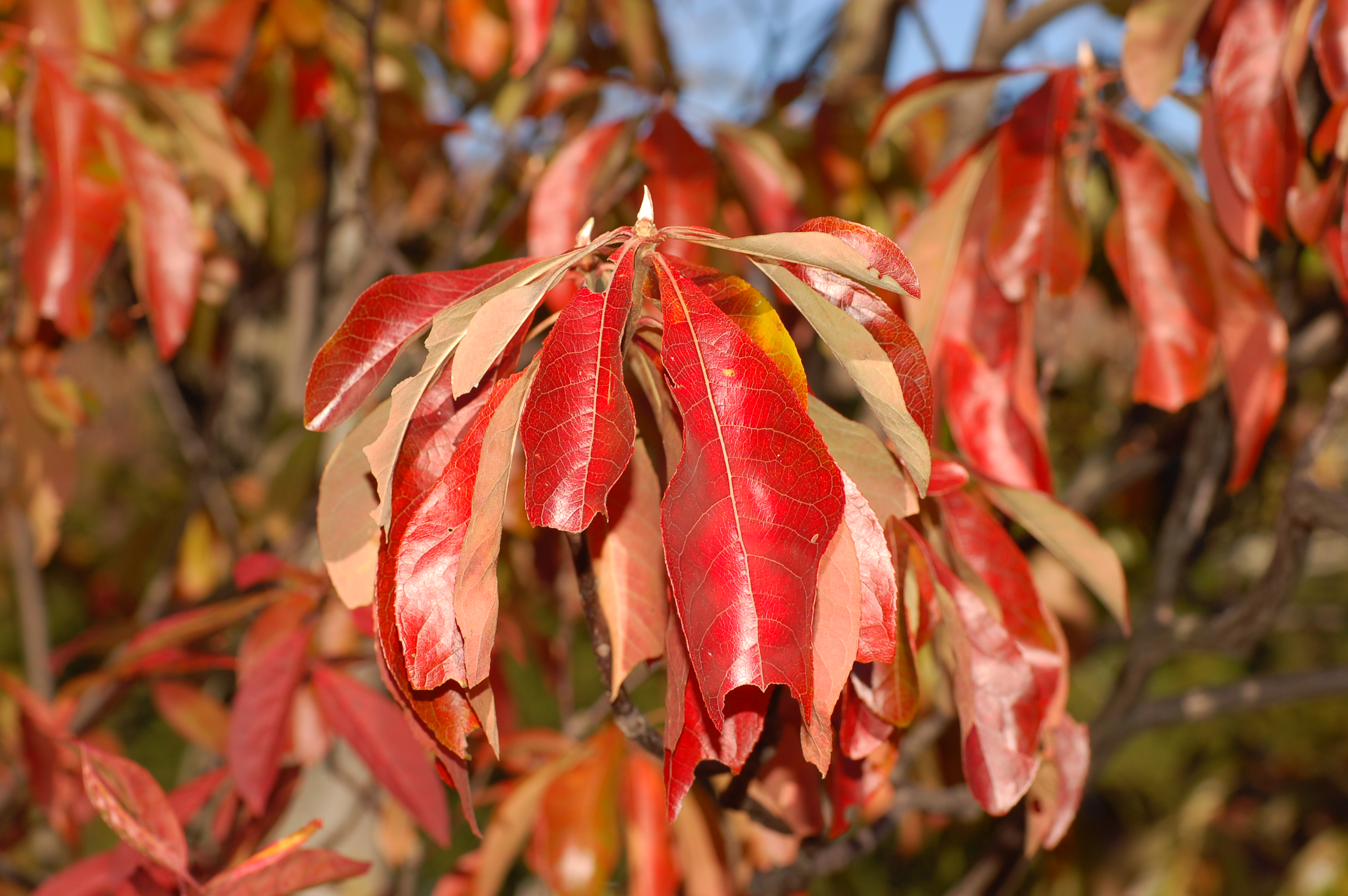
Liście jesienią
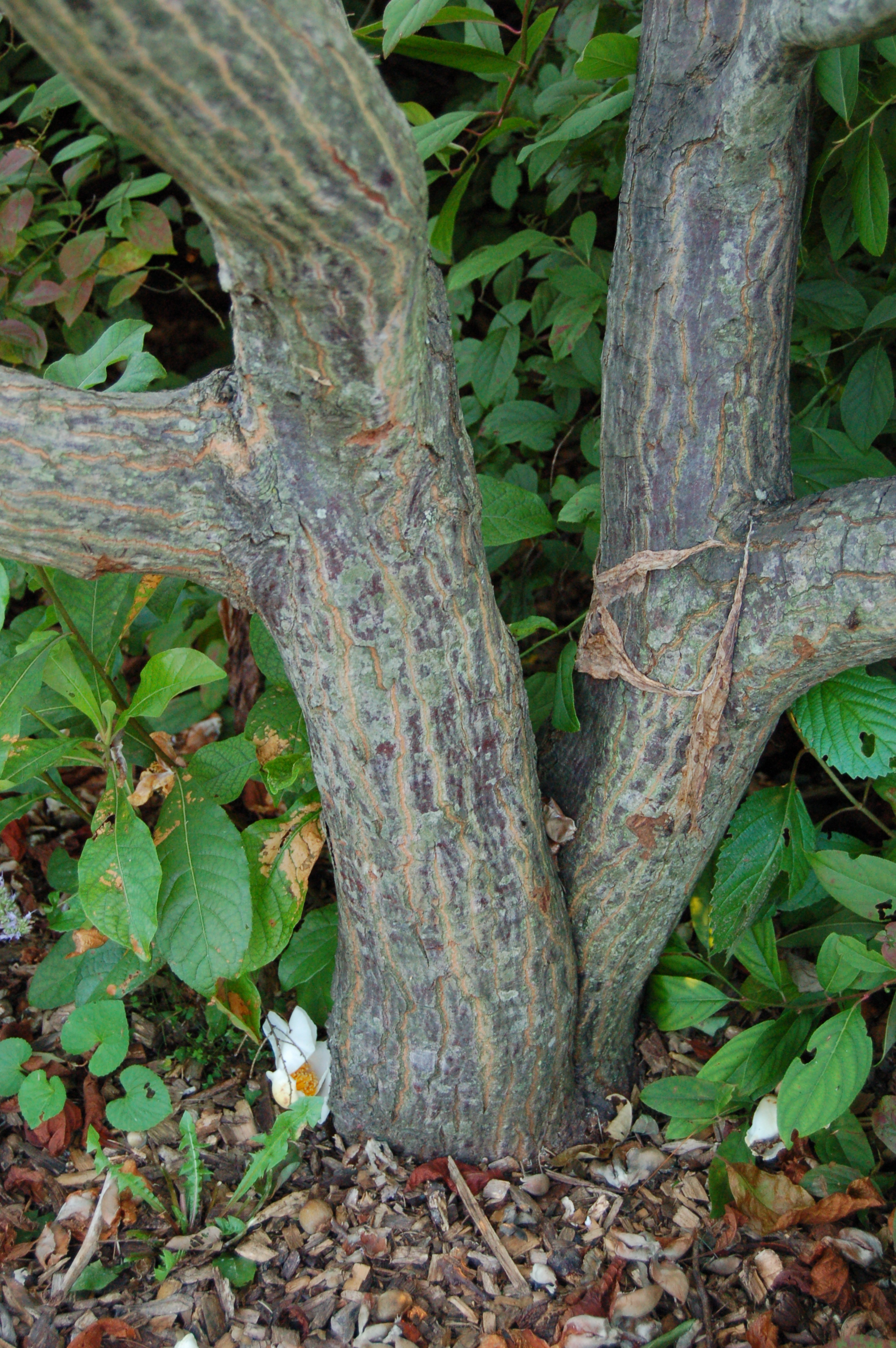
Pień

PokrójNiewielkie drzewo zwykle do 7 m wysokości (według niektórych źródeł do 10 m), o kulistawej koronie. W mniej korzystnych warunkach rośnie jako krzew do kilku metrów wysokości. Kora jest cienka i gładka, pędy barwy czerwonawej. Różne części rośliny są jedwabisto owłosione, w tym np. pąki.
LiścieOpadające zimą, skrętoległe. Ogonek krótki, wąsko oskrzydlony. Blaszka liściowa odwrotnie jajowata, wydłużona, do 18 cm długości i do 6–7 cm szerokości, klinowato zwężona u nasady, tępo piłkowana, na końcu zaostrzona. Od spodu blaszka pokryta jest włoskami pojedynczymi, widlasto rozgałęzionymi i gwiazdkowatymi. Z wierzchu błyszcząca.
KwiatyOkazałe (do 10 cm średnicy), pojedyncze, niemal siedzące (szypułka od 2 do 15 mm długości). Dwie szybko odpadające przysadki znajdują się tuż pod kielichem. Działki kielicha także odpadają, są owłosione i zaokrąglone na wierzchołku. Płatków korony jest pięć, mają barwę kremowo-białą i nierówną wielkość, na brzegu są drobno karbowane, od spodu gęsto owłosione. Pręciki żółte, liczne – od 75 do 150. Zalążnia powstaje z pięciu owocolistków. W każdej z komór rozwija się najczęściej 6–8 zalążków. Szyjka słupka jest pojedyncza, zwieńczona pięciołatkowym znamieniem.
OwoceKulistawe torebki barwy brązowej o średnicy do 2 cm. Otwierają się w następnym roku, pękając przemiennie klapami od góry i od dołu. Nasiona (w każdej z pięciu komór jest ich zwykle 6–8) są brązowe, szorstkie, asymetryczne, pozbawione skrzydełka.

## Systematyka
Jeden z trzech rodzajów z plemienia Gordonieae de Candolle wyróżnianego w obrębie rodziny herbatowatych (Theaceae). Gatunek bywał włączany przez niektórych autorów do rodzaju Gordonia, ale wyraźna odmienność budowy owoców i nasion uzasadnia odrębność taksonomiczną w randze rodzaju.

## Biologia i ekologia
Gatunek rośnie w niskich położeniach, na glebach wilgotnych. Pierwotnie rósł na kwaśnych bagnach wśród piaszczystych pagórków u ujścia rzeki Altamaha. Co ciekawe dolina tej rzeki jest też jedynym miejscem występowania innego endemitu – gatunku Dicerandra radfordiana z rodziny jasnotowatych. W ciepłym klimacie umiarkowanym, tj. w warunkach, gdzie występował naturalnie, kwitnie od sierpnia do września. Kwiaty pachną słodko, przypominając woń pomarańczy. W klimacie chłodniejszym, np. w Europie Środkowej, kwitnie później, zwykle dopiero w październiku, przy czym część pąków zwykle nie rozwija się przed nadejściem zimy. Jesienią liście, zwłaszcza na stanowiskach dobrze nasłonecznionych, zabarwiają się na kolor jaskrawo czerwony. W czasie mrozów pędy przemarzają, ale roślina może odrastać, jeśli u nasady osłonięta jest śniegiem.

## Zastosowanie i uprawa
Gatunek rzadko uprawiany, głównie w amerykańskich i europejskich kolekcjach botanicznych, w klimacie umiarkowanym ciepłym. W Polsce rośliny przemarzają w okresie mroźnych zim.
Gatunek wymaga gleb kwaśnych, żyznych i świeżych. W warunkach Europy Środkowej uprawa możliwa tylko w miejscach ciepłych i silnie nasłonecznionych. Dla zakwitnięcia wymaga długiego i upalnego lata.
Rozmnaża się łatwo z nasion, a możliwe jest też rozmnażanie tego gatunku za pomocą zdrewniałych sadzonek pobieranych latem.
Okazy tego gatunku znajdujące się w uprawie są ewidencjonowane przez Bartram’s Garden – wciąż utrzymywany ogród Johna Bartrama prowadzony przez stowarzyszenie John Bartram Association wraz z miejskim zarządem parków w Filadelfii.